# Roslagens sjöfartsmuseum
Roslagens sjöfartsmuseum är ett sjöhistoriskt museum på gamla Kaplansbacken Älmsta, Norrtälje kommun. Museet har en utställningsyta på 550 kvadratmeter.
Museet grundades 1938 och drivs av Roslagens Sjöfartsminnesförening. Kaplansbacken var tidigare Väddö sockens kaplansboställe. En ny tillbyggnad uppfördes 2002 med utrymmen för postroddens båtar. På museet finns även Skeppargården som inretts som en bondeskeppares hem. Byggnaden är en före detta domaregård byggd vid mitten av 1800-talet och hitflyttad från Häverö.
Museet visar utställningar om rospiggens sjöfartstraditioner, bland annat med avseende på vikingatiden, havspostföring och den moderna färjetrafiken. Vidare visas skärgårdsfiske, skärgårdsseglation, lasttramparna, segel och ånga, båtbyggartraditioner, pråmar, timmerbogsering och sjöfartens servicenäringar: fyrväsende, lotsväsende och sjöräddning. Bland föremålen på museet finns många äldre båtar, bland andra riggade postroddsbåtar. Väddö kanals historia tas också upp i museet. Rysshärjningarna längs svenska östersjökusten under de sista åren av Stora nordiska kriget 1719–1721 tillägnas en egen utställning.

## Bildgalleri

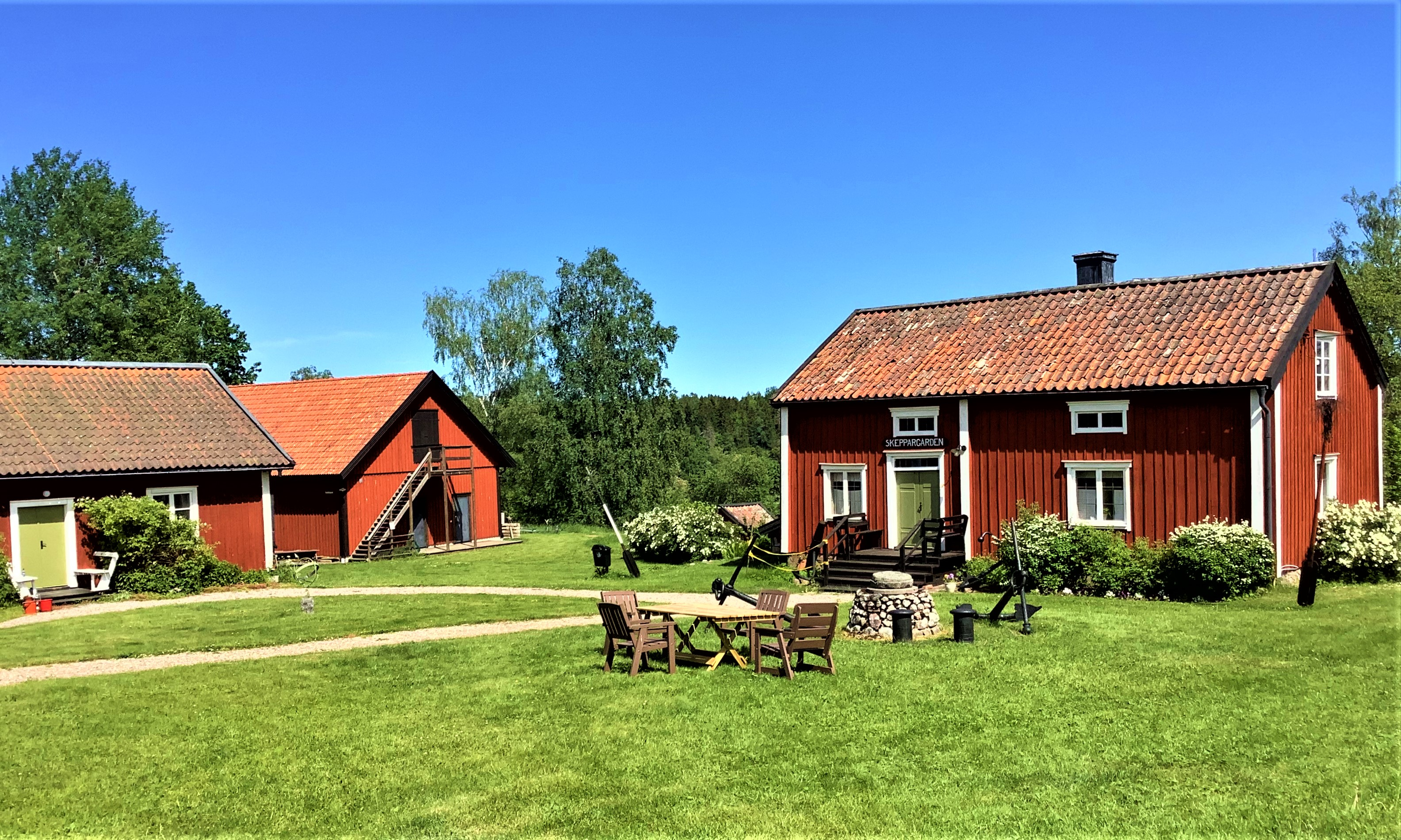
Gårdsmiljön vid Skeppargården
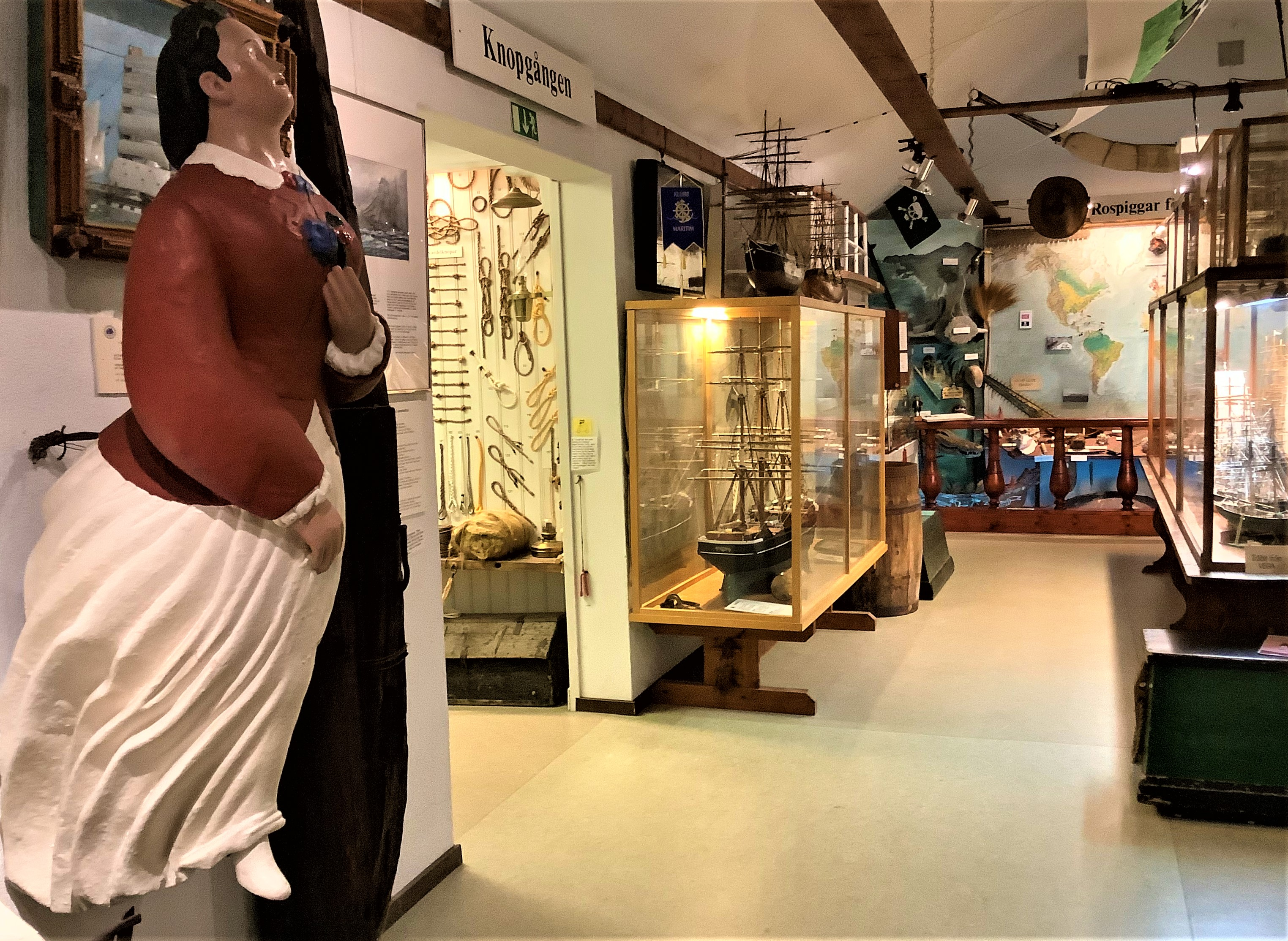
Båtmodeller och galjonsfigurer
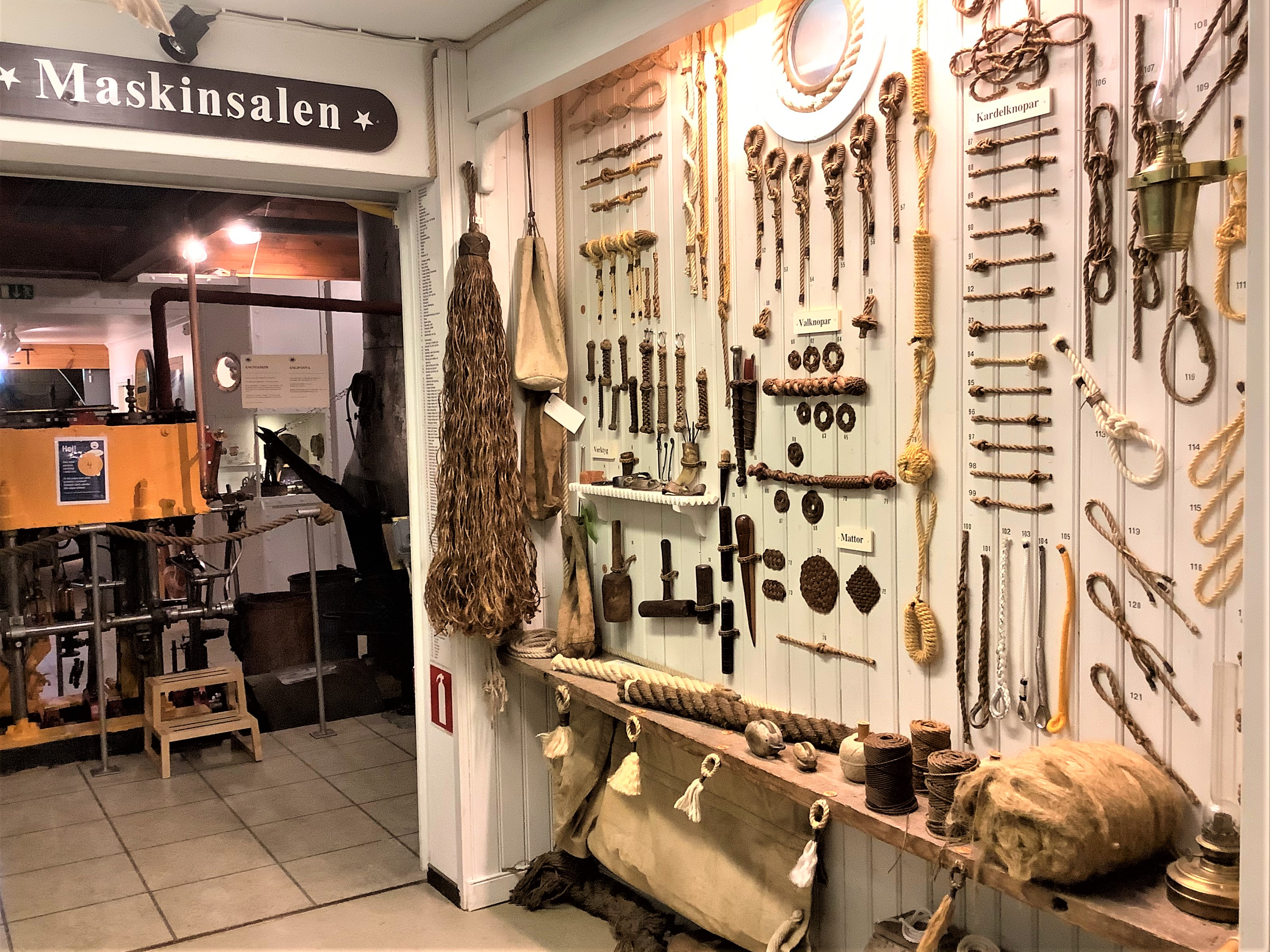
Genom knopgången till maskinsalen
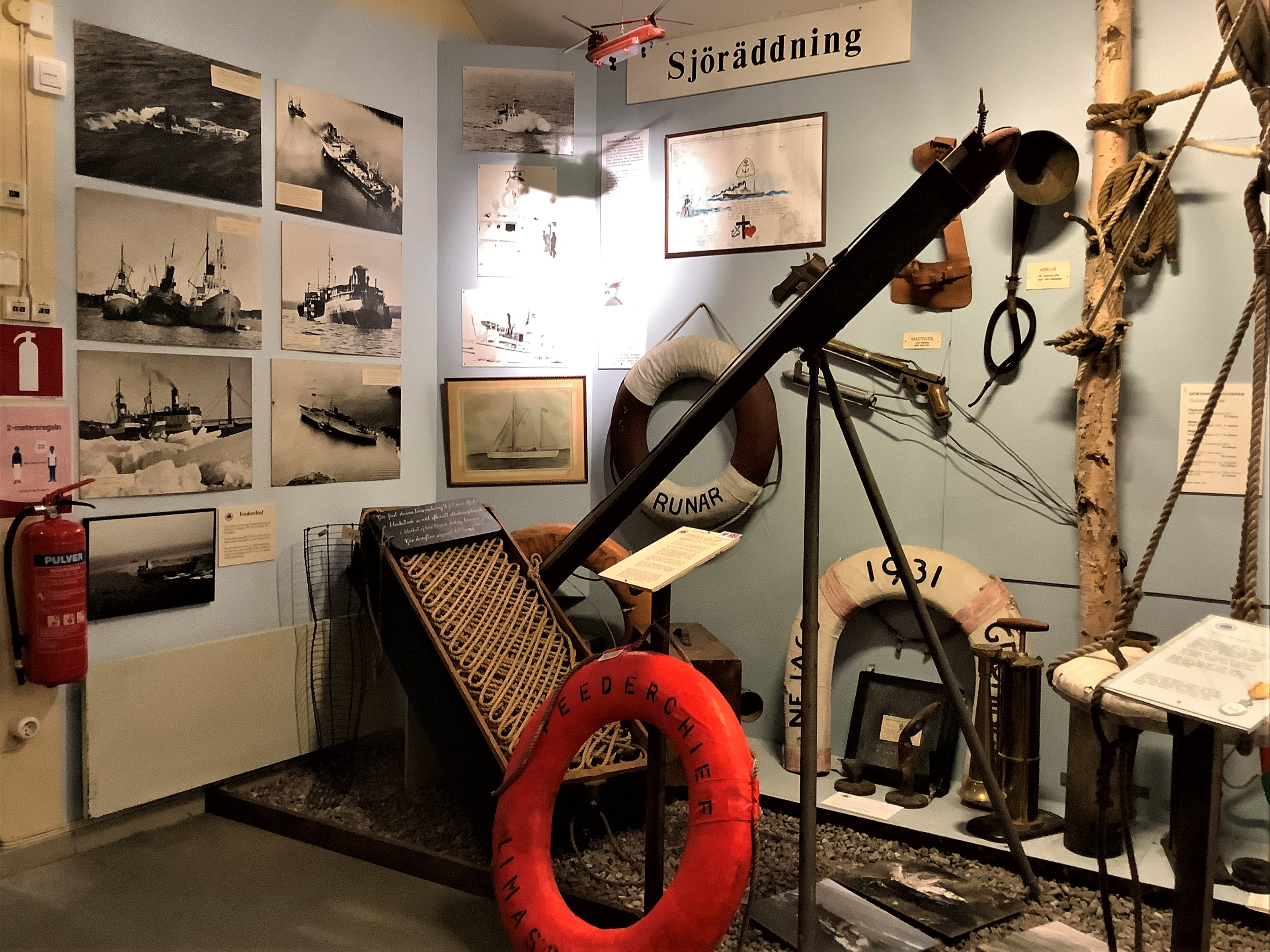
Sjöräddning
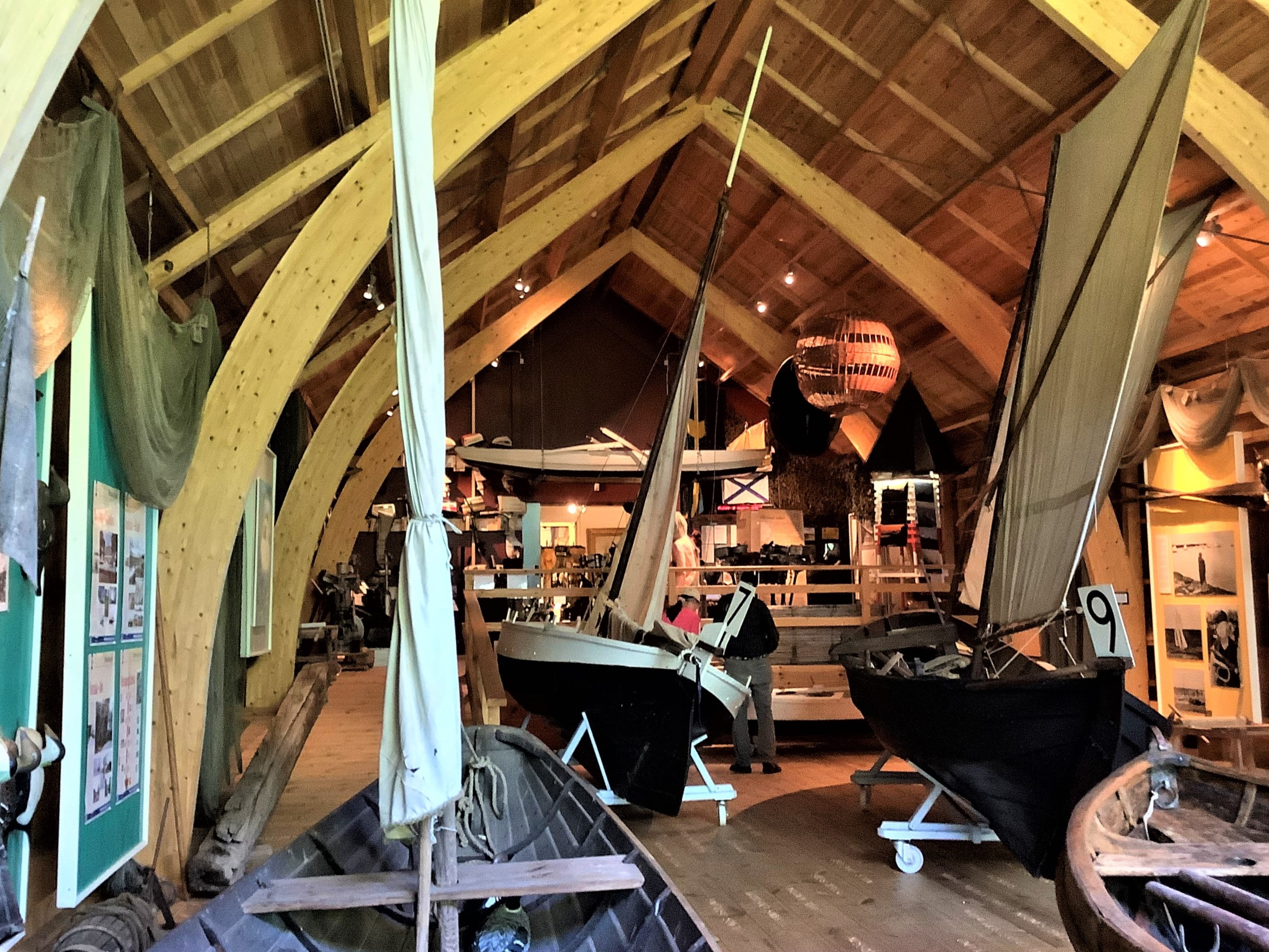
Båthuset
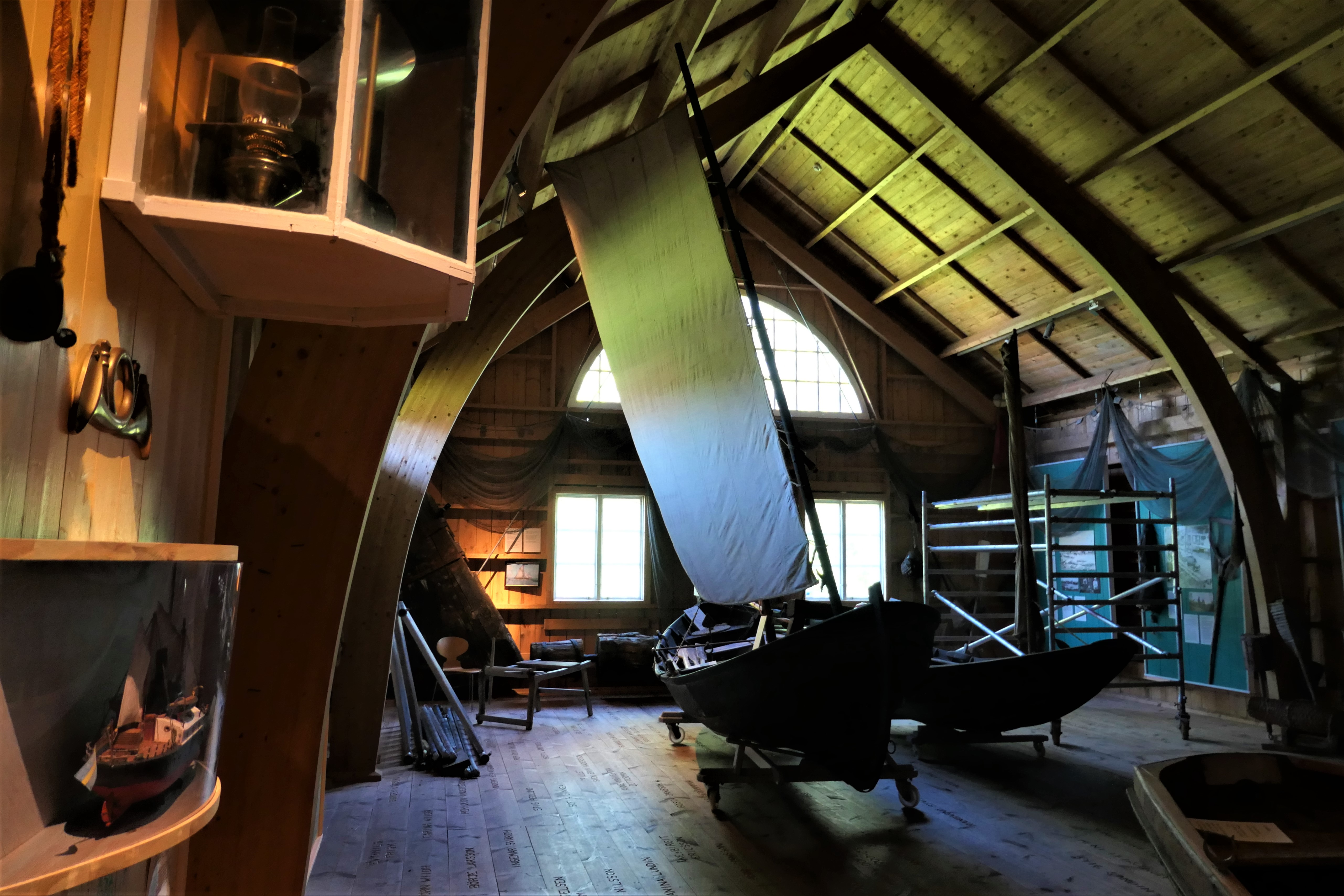
Båthuset
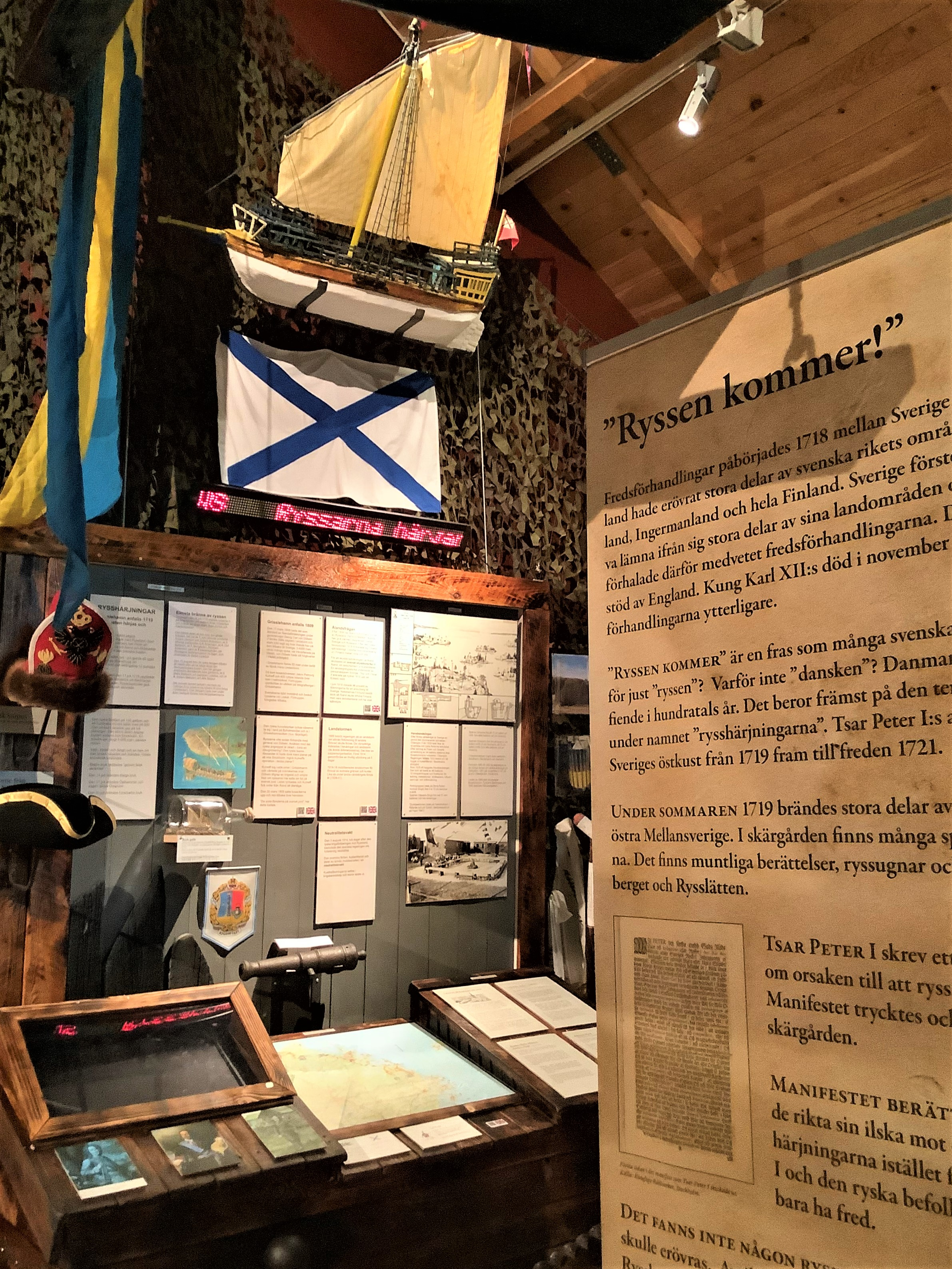
Delar av utställningen "Ryssen härjar"

### Skeppargården

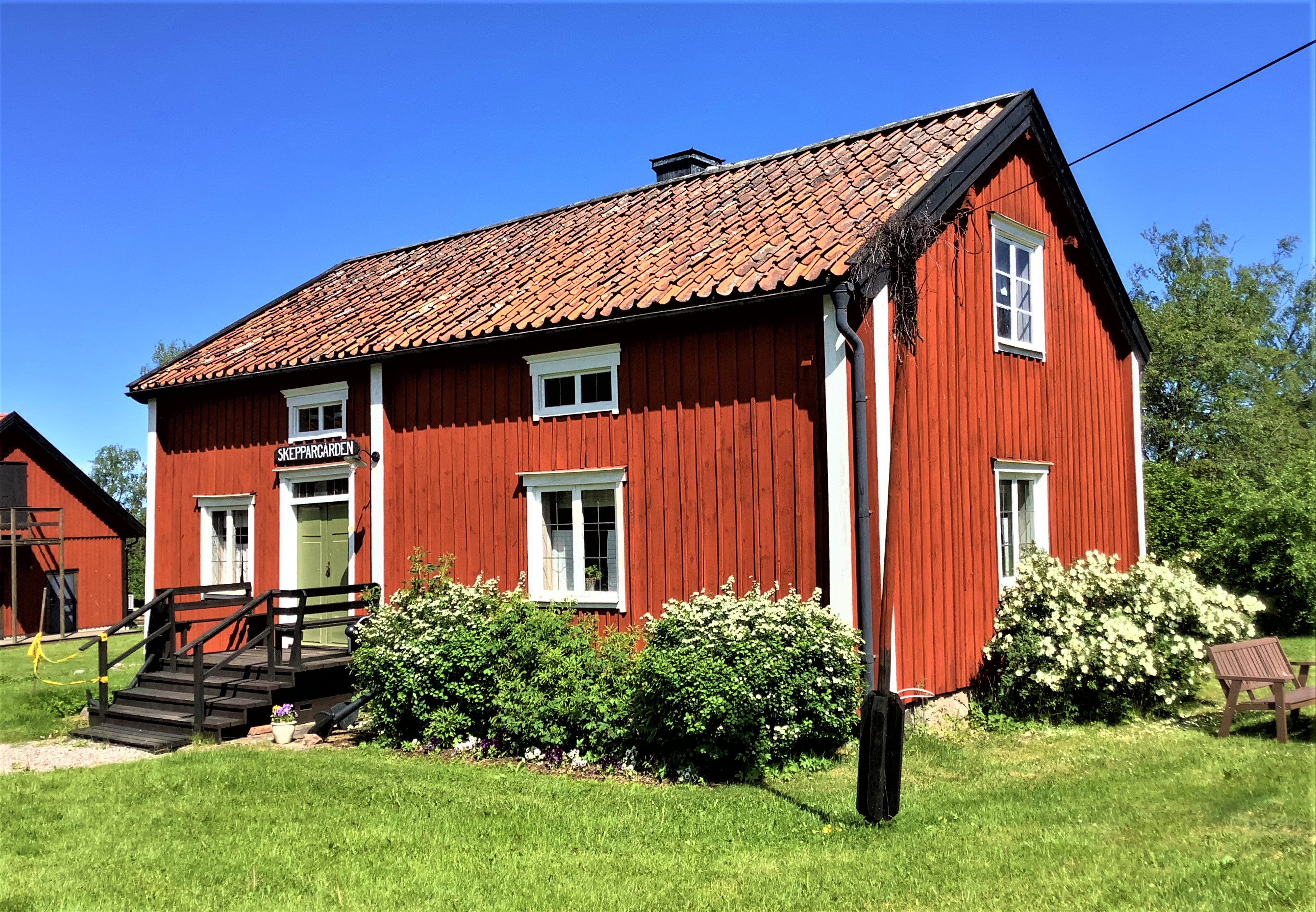
Skeppargården
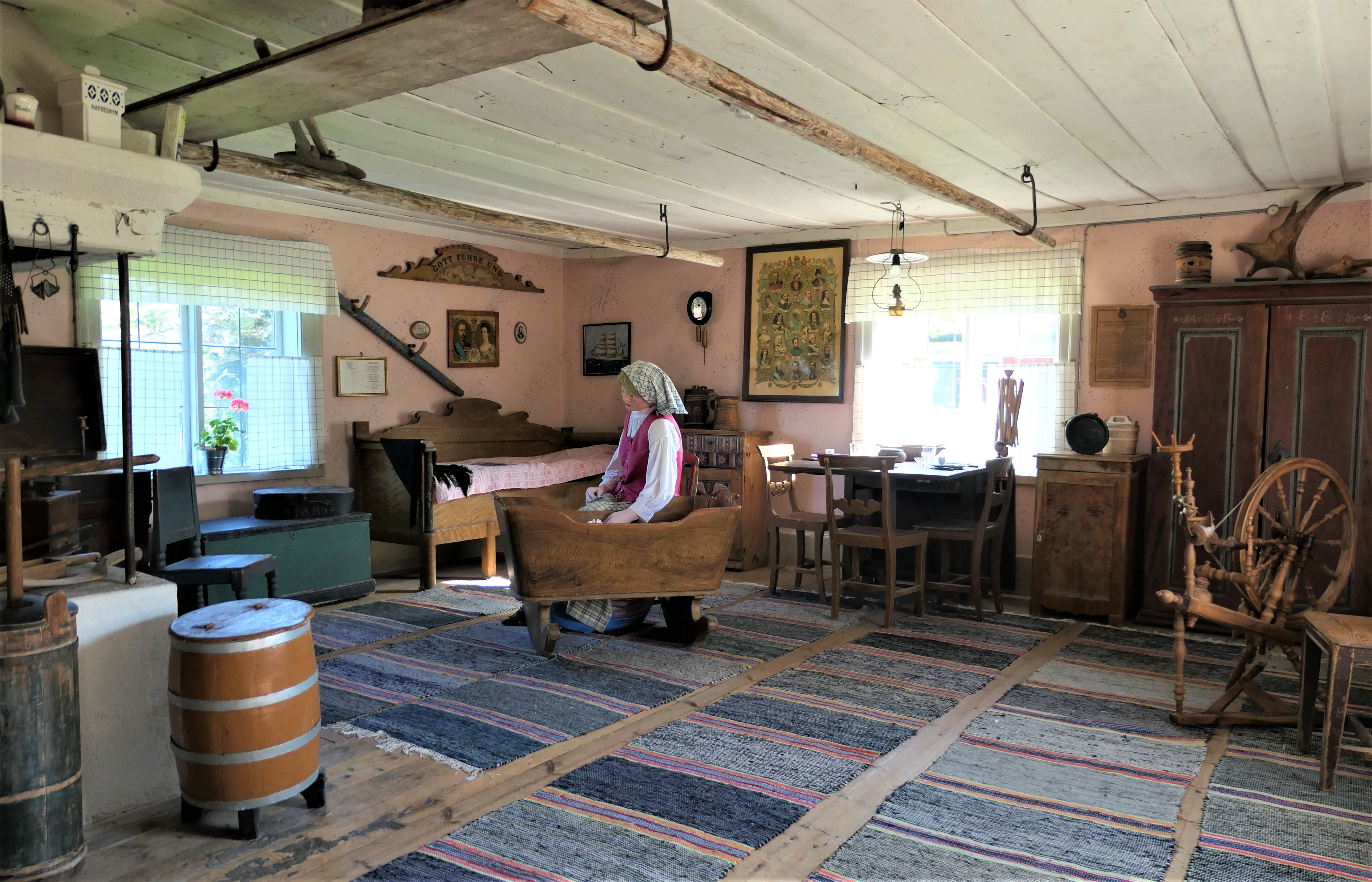
Skeppargårdens storstuga
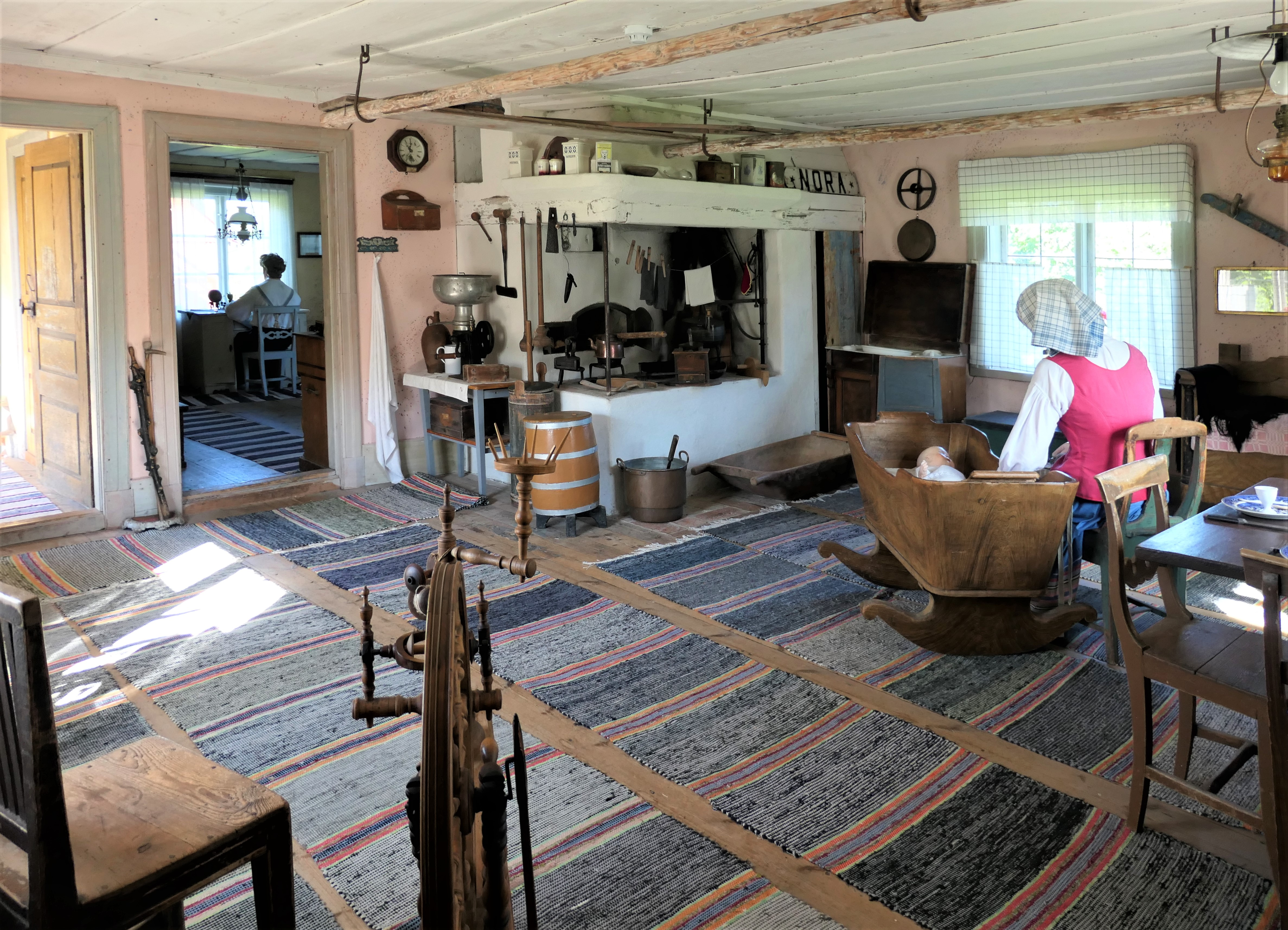
Vy från storstugan mot kammaren
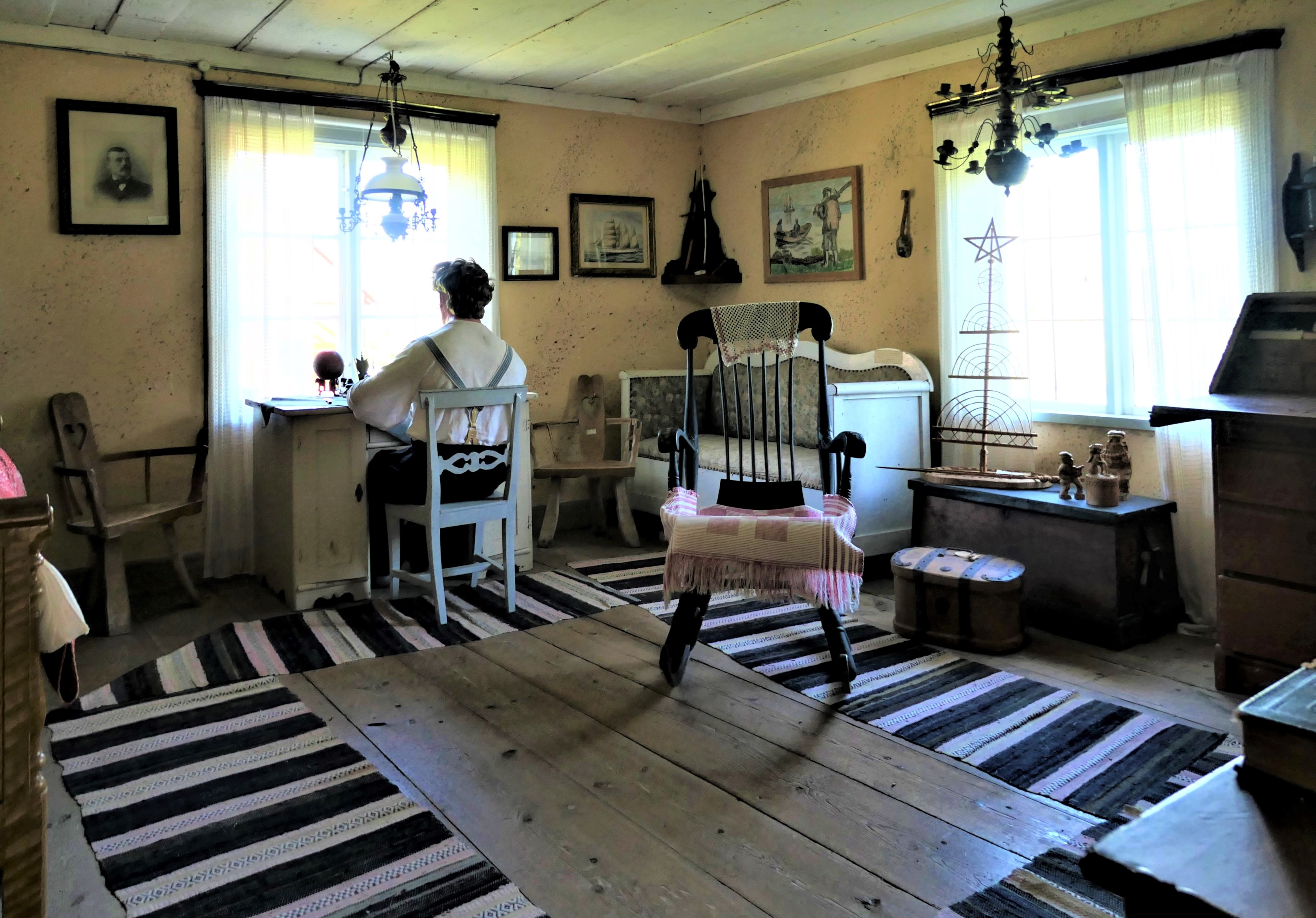
Redaren i arbete
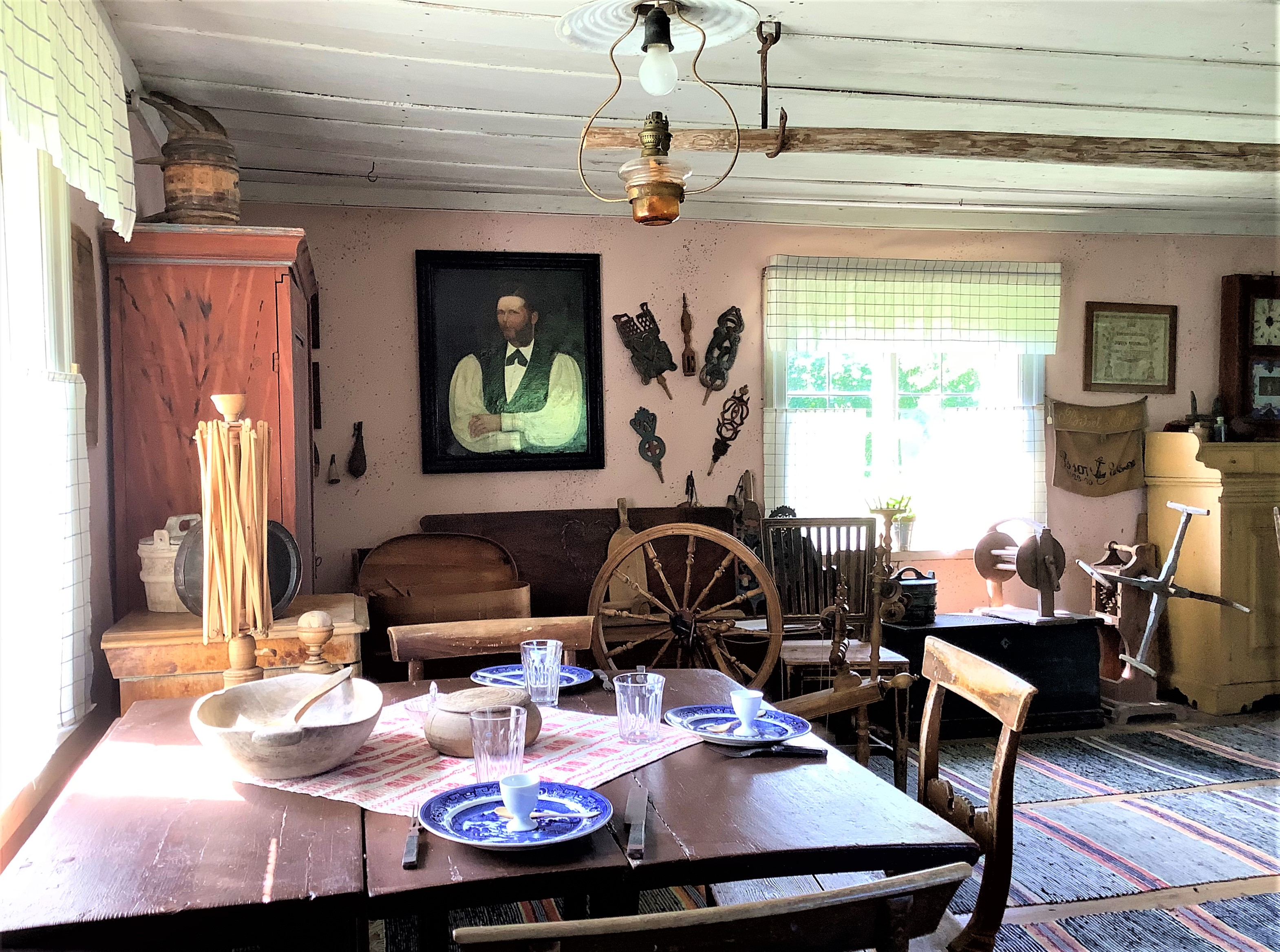
Matplatsen
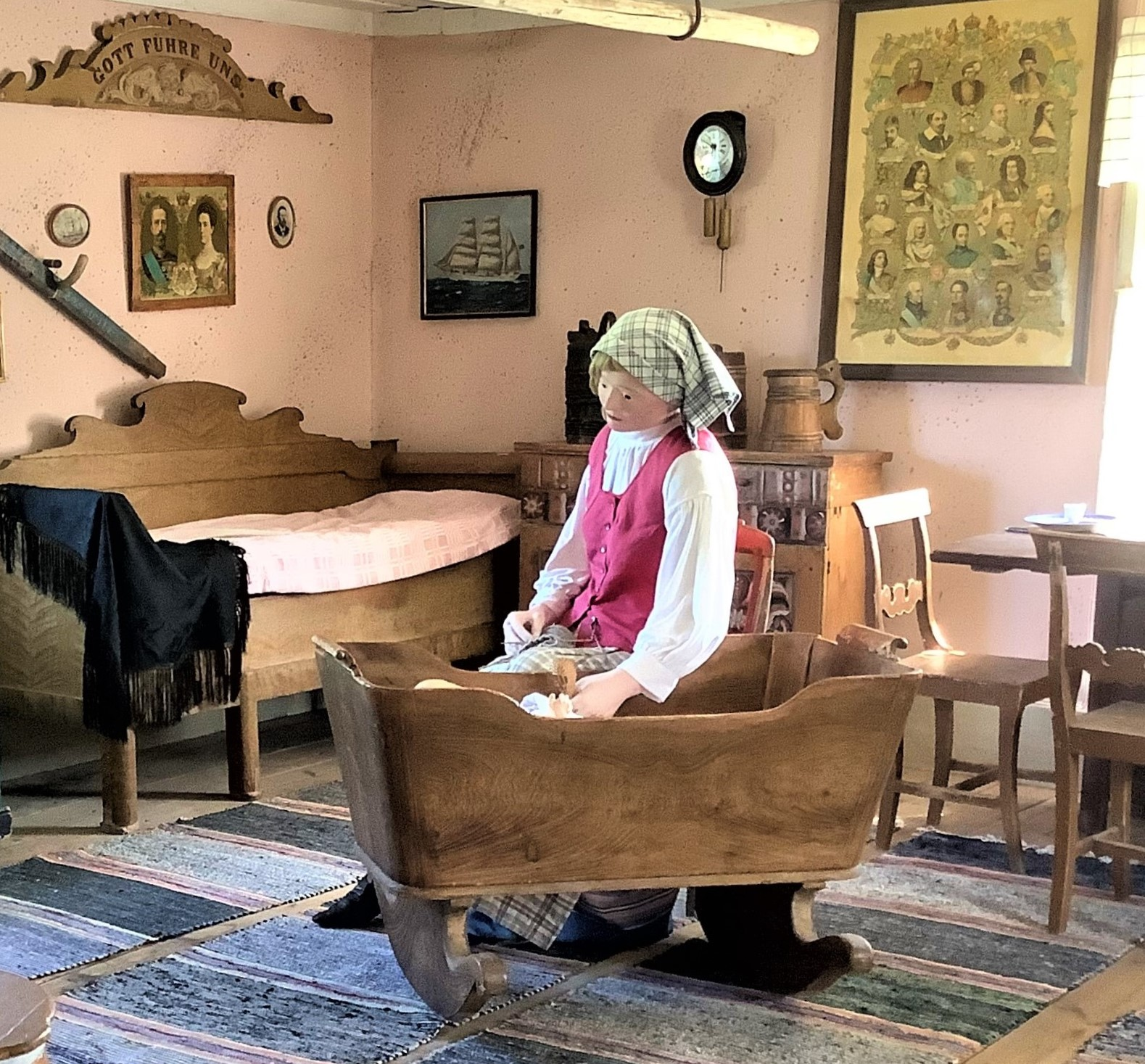
Redarens hustru klädd i Väddö skördedräkt